# Labancz Borbála
Labancz Borbála, névvariáns: Labancz Bori (Hódmezővásárhely, 1930. április 26. – Pécs, 1990. május 15.) Jászai Mari-díjas magyar színésznő, a Pécsi Nemzeti Színház örökös tagja.

## Életpályája
Hódmezővásárhelyen született, 1930. április 26-án. Színészi diplomáját 1954-ben kapta a Színház- és Filmművészeti Főiskolán. Pályakezdőként Győrben, majd 1957-től a kecskeméti Katona József Színházban szerepelt. 1960 és 1963 között a budapesti Jókai Színház tagja volt. 1964-től haláláig a Pécsi Nemzeti Színház művésze volt. Többnyire drámai karakter illetve hősnő szerepeket játszott, de vígjátékokban is emlékezetes alakításai voltak. 1990-ben Jászai Mari-díjat kapott.

## Fontosabb színpadi szerepei
- Alexandre Dumas: A kaméliás hölgy... Gautier Margit
- George Bernard Shaw: Szent Johanna... Johanna
- George Bernard Shaw: Tanner John házassága... Whitefieldné
- George Bernard Shaw: Az ördög cimborája... Dudgeonné
- Bródy Sándor: A tanítónő... Tóth Flóra
- Jean-Paul Sartre: A legyek... Klütaimnésztra
- Tennessee Williams: A tetovált rózsa... Serafina
- Gosztonyi János: A sziget... Elvira
- Gosztonyi János: Tiszta szívvel... József Jolán
- Maurice Maeterlinck: A kék madár... Éjszaka királynője
- Pokoljárás... Marcella, a házvezetőnő (a Pécsi Balett előadása)
- Mihail Mihajlovics Roscsin: Szerelvény a hátországba... Szavvisna
- Victor Hugo: A királyasszony lovagja... Neuburgi Mária, Spanyolország királynéja
- Anton Pavlovics Csehov: Cseresznyéskert... Sarlotta Ivanovna, nevelőnő
- William Shakespeare: Szentivánéji álom... Hippolyta
- William Shakespeare: Tévedések vígjátéka... Emilia apácafőnöknő, Aegeon felesége
- Makszim Gorkij: Éjjeli menedékhely... Vaszilissza
- Makszim Gorkij: Kispolgárok... Akulina
- Ivan Szergejevics Turgenyev: Apák és fiúk... Arina Vasziljevna
- Örkény István: Macskajáték... Giza
- Örkény István: Forgatókönyv... Barabásné, Barabás anyja
- Miguel Mihura: Három cilinder... Madame Olga
- Nell Dunn: Gőzben... Mrs. Meadow
- Henrik Ibsen: Peer Gynt... Aase
- Marcel Aymé: Gróf Clérambard... De Léré asszony, a grófné édesanyja
- William Somerset Maugham: Imádok férjhez menni... Mrs. Shuttleworth, egy anyós
- Szakonyi Károly: Mennyei kávéház... Anya

## Önálló estek
- Pécsi írók és költők műveiből

## Filmek, tv
- Megöltek egy lányt (1961)
- Mindenki ártatlan? (1962)
- Falusi idill (1962)
- Éjszaka is kézbesítendő (1964)
- Sikátor (1967)
- A völgy (1968)
- Hazai pálya (1968)
- Virágvasárnap (1969)
- Lányarcok tükörben (1973)
- Kísértet Lublón (1976)
- Anyám könnyű álmot ígér (1979)
- A király pantallója (1979)
- Boldogtalan kalap (1981)
- Börtön (1985)
- Trombi és a Tűzmanó (1988-1990) – Böbe a disznómama (hangja)
- Erdély aranykora (1989)